# Mia Zapata
Mia Katherine Zapata (Louisville, 25 de agosto de 1965 — Seattle, 7 de julho de 1993) foi uma cantora, compositora e multi-instrumentista norte-americana, famosa por ter sido a vocalista da banda de punk rock The Gits.

## Vida e Carreira
Mia nasceu e foi criada em Louisville, Kentucky. Aos nove anos de idade, Zapata aprendeu a tocar guitarra e piano, e ela acabou optando por trabalhar com música influenciada pelo ritmo que mais gostava: O punk rock, e também por músicos como Bessie Smith, Billie Holiday, Jimmy Reed, Ray Charles, Hank Williams e Sam Cooke, dos quais ouvia diariamente. Em sua adolescência cantava e tocava diversos ritmos musicais, como blues, jazz e R&B, em bares e boates, mas ainda não era profissional na área.
Em 1983, aos dezoito anos, Zapata saiu de casa para viver sozinha em Yellow Springs, Ohio. Na cidade começou a trabalhar como garçonete em um restaurante, tendo sido aprovada no vestibular, e se matriculou no Antioch College, no curso de Artes visuais. Apesar de querer trabalhar com música, optou por ter uma fonte de renda mais segura. Aos fins de semana, quando não estava trabalhando ou estudando, fazia pequenas apresentações em bares da região. A cantora manteve alguns relacionamentos casuais com cantores, atores e compositores, mas nunca divulgou nenhum relacionamento sério para a mídia. Em setembro de 1986, ela e mais três amigos, apaixonados por música, decidiram unirem-se e formaram o The Gits, que se tornou uma das mais famosas bandas de punk rock dos anos 80 e anos 90. Nesta época, vendo a repercussão do trabalho da banda, desistiu de sua graduação e de seu emprego, para seguir seu grande sonho, que era trabalhar com a música. Fazendo sucesso desde os primeiros shows, ela e a banda passaram a viajar por diversos estados norte-americanos fazendo apresentações. Em 1989 a cantora se mudou definitivamente para Seattle, em Washington, onde a banda conseguiu montar um estúdio. De 1990 a 1991 a banda lançou vários singles muito elogiados pela crítica mundial. Tais singles eram masterizados em uma pequena gravadora local. Em 1992 a banda lançou o seu álbum de estreia, o Frenching the Bully. A repercussão da banda aumentou gradativamente na cena grunge de Seattle, se expandido para além do país. A fama veio rapidamente, antes da banda começar finalmente a trabalhar em seu segundo (e último) álbum, o Enter: The Conquering Chicken, que acabou sendo lançado no ano de 1993. As letras de Mia passavam raiva e indignação frente ao injustiças sociais.

## Homicídio
Em 7 de julho de 1993, por volta das duas horas da madrugada, Zapata havia finalizado uma pequena apresentação no restaurante Comet Tavern, localizado no bairro de Capitol Hill, na cidade de Seattle. Neste dia havia marcado de encontrar rapidamente seu amigo após o show, na portaria do prédio dele, cujo prédio ficava alguns quarteirões a oeste. Ao chegar no local, ela decidiu subir até o segundo andar, onde seu amigo vivia, pois ele pediu que ela subisse. Esta foi a última vez que ela foi vista com vida.
Ao sair do prédio por volta de vinte minutos depois, e caminhando no sentido sul de volta para a sua casa, foi atacada durante o caminho e arrastada até o banco de trás de um carro. Seu corpo foi encontrado com sinais de espancamento e estupro, estirado na rua, no cruzamento da 24th Avenue South, com a South Washington Street, no distrito central de Seattle. Acredita-se que Mia foi surpreendida por seu assassino por volta das 2:30 da manhã. Um funcionário do restaurante Comet Tavern, local onde Mia Zapata estava, afirmou que a jovem estava usando um walkman quando deixou o local. A polícia acredita que Mia Zapata estava andando pelas ruas ouvindo música, e por isso não percebeu seu assassino se aproximando, que após o crime, lhe roubou tudo que tinha, como seu walkman, dinheiro e documentos, sendo vítima, portanto, de um latrocínio.
De acordo com o Unsolved Mysteries, um programa de TV a cabo, um homem, a dois quarteirões de distância, ouviu o grito de Mia Zapata por volta das 3:00 horas da manhã. No entanto, uma mulher encontrou o corpo de Mia Zapata por volta das 3:30 da manhã estirado no chão. De acordo com a autópsia, a cantora foi estrangulada, e, logo em seguida, foi estuprada, mas tentando se defender, entrou em luta corporal com o bandido, sendo brutalmente espancada, principalmente na região do abdômen, e acabou falecendo em decorrência de uma hemorragia em seu fígado. A cantora tinha apenas 27 anos.
A história e a reconstituição de seu assassinato foram exibidas no programa Medical Detectives, do canal a cabo Universal Channel. Devido a demora em solucionar o crime, diversos artistas e fãs fizeram protestos, divulgaram o caso para a imprensa mundial, e o crime saiu nos principais noticiários. A família também entrou com uma ação judicial para que o crime fosse prontamente resolvido. A comunidade musical de Seattle, incluindo suas bandas mais famosas — Nirvana , Pearl Jam e Soundgarden — ajudaram a família da cantora a levantar 70.000 dólares, para contratar um investigador particular. Sem maiores provas, já que não havia testemunha ocular do caso, o crime foi arquivado, embora a polícia continuasse as investigações em conjunto com esse investigador particular. O material genético do criminoso, como saliva e esperma, foram coletados do corpo de Mia, e guardado para uma futura e mais específica comprovação. Somente em 2003, após exame de DNA, descobriu-se a identidade do assassino: Jesus Mezquia, uma pescador cubano que vivia há alguns anos na Flórida. Ele foi preso e condenado a 36 anos de prisão. Só conseguiu-se chegar a identidade do assassino pois ele foi preso na Flórida em 2002 por roubo e violência doméstica, possibilitando que a polícia comparasse o material genético guardado com os dos presos do país naquela época. Mezquia nunca testemunhou em sua própria defesa, e até hoje alega ser inocente. Mezquia foi condenado em 2004, e inicialmente sentenciado a 37 anos, o qual a defesa conseguiu diminuir a pena em um ano. Mezquia estava na prisão desde janeiro de 2003, no entanto, morreu por causas não reveladas em janeiro de 2021 na prisão aos 66 anos de idade.
Mia Zapata foi enterrada no Cave Hill Cemetery, em Louisville, sua cidade natal.

## Homenagens Póstumas
Após o assassinato, seus amigos criaram um grupo de autodefesa chamado Home Alive. A Home Alive organizou concertos beneficentes e lançou álbuns com a participação de muitas bandas, incluindo Nirvana, Pearl Jam, Soundgarden e Heart. Joan Jett também gravou um álbum com os membros do Gits, chamado Evil Stig. Os instrutor do grupo, visando a defesa pessoal das mulheres, ofereceu uma variedade de cursos, desde controle da raiva e uso de spray de pimenta, incluindo artes marciais.
Em 2005, um documentário chamado The Gits Movie, foi produzido sobre a vida de Mia Zapata, os Gits e a cena musical de Seattle. Sua primeira exibição ocorreu no Seattle International Film Festival, em maio daquele mesmo ano. Outra versão do filme apareceu dois anos depois, no canal SXSW South By Southwest Film Festival. O filme foi lançado também em forma de peça teatral em mais de 20 cidades norte-americanas, em com início em 7 de julho de 2008, data do 15.º aniversário do aniversário da morte de Zapata. No dia seguinte, o filme foi lançado em DVD junto com o CD Best of the Gits, ambos da Liberation Entertainment.
O álbum em espanhol ¡Viva Zapata!, pela banda punk 7 Year Bitch, foi lançado em junho de 1994, na gravadora C/Z Records, em Seattle, como uma homenagem a Zapata. Algumas das músicas do álbum abordam diretamente a questão do assassinato de Zapata.
Após a morte de Zapata, Joan Jett e Kathleen Hanna escreveram uma música chamada "Go Home", que mais tarde foi lançada no álbum de 1994 de Jett, Pure and Simple. Mais tarde, um vídeo de "Go Home" foi lançado, que retrata uma mulher que está sendo perseguida e atacada, mas é capaz de se defender contra o agressor.
Em fevereiro de 2013, uma peça chamada "These Streets", inspirada nas histórias da cantora, e com músicas de Mia Zapata e outras músicas em Seattle, estreou no teatro ACT.
A morte de Zapata causou uma sensação de derrota e medo dentro da comunidade de Seattle. O Seattle Times marcou o assassinato de Zapata como o momento em que "a cena de Seattle perdeu seu senso de invencibilidade". [19] Cristen Storm relembra a morte de Zapata como um confronto de realidade, afirmando: "[Eles eram] todos pessoas muito duras e como um grupo de mulheres, [elas] são todas muito fortes, sinceras e contundentes, mulheres muito opiniosas e essa percepção de "não somos vítimas de forma alguma e isso não pode acontecer com mulheres que não são vítimas", e eu acho que [a morte de Zapata] destruiu esse mito para nós, [e mostrou] que isso acontece para todos os tipos de mulheres".
Mia Zapata é frequentemente usada como um símbolo do ativismo feminista, um mártir e um anjo. Dresdner disse "Mia se tornou este ícone para o feminismo e todos os tipos de assuntos que ela tinha muito pouco a ver em sua vida real". Margaret O'Neil Girouard, que escreveu a biografia sobre Zapata, acredita que Mia é um exemplo de mulheres artistas sendo classificadas com base nas motivações percebidas por trás de sua arte. Moriarty acreditava que "Mia queria se relacionar com as pessoas em um nível pessoal em suas letras, mais do que em um nível político".
Andrew Kessler, o guitarrista do Gits, conhecido como Joe Spleen, acreditava que Mia não tinha agenda social ou política e nenhum interesse real em política. Além disso, após sua morte, ela rapidamente adquiriu um status simbólico como um ícone feminista, mártir e propaganda de estupro e violência contra as mulheres. Mia é frequentemente associada a riot grrrl, um movimento feminista de punk rock, embora colegas de banda como Kessler, afirmem que ela não tinha muito envolvimento com grupos feministas,mas reconhecia  a causa como importante para o cenário global.